# Stephan Rössner
Stephan Rössner, född 3 april 1942 i Norrköping, är en svensk läkare, professor och överläkare på överviktsenheten vid Karolinska Universitetssjukhusets enhet i Huddinge kommun. Student vid Gefle Högre Allmänna Läroverk 1961. Rössner är hans mors flicknamn. Han hette ursprungligen Eriksson.
Rössner disputerade 1974 vid Karolinska institutet, där han år 1990 utnämndes till professor i hälsoinriktad beteendeforskning. Sedan 2009 är han professor emeritus.

## Artiklar i urval
- Kost och motion väger alltjämt tyngst, Stephan Rössner, Läkartidningen, nr 12, 1996.